# Verd
Verd – wieś w Słowenii, w gminie Vrhnika. W 2018 roku liczyła 1906 mieszkańców.